# کولا (گیاه)
کولا گونه‌ای از درختان بومی جنگل‌های بارانی مناطق گرمسیری آفریقا است که در تیره پنیرکیان طبقه‌بندی شده یا به تیره جداگانه‌ای به نام کاکائوئیان مربوط است.از اسانس این میوه در خوراکی هایی نظیر بستنی،پاستیل و نوشابه استفاده میشود، همچنین این گیاه دارای مقدار قابل توجهی کافئین میباشد.گاهی اوقات با نام درخت کولا یا دانه کولا به گونه‌های موجود در این سرده اشاره می‌شود، به این دلیل که این درختان میوه دارای کافئین تولید می‌کنند که اغلب به عنوان طعم‌دهنده در نوشیدنی‌ها مورد استفاده قرار می‌گیرد. این سرده با سرده درخت کاکائو یا کاکائوی آمریکای جنوبی مرتبط است. آنها گیاهان همیشه سبزی هستند که تا ارتفاع بیش از ۲۰ متر رشد می‌کنند و برگهای تخم‌مرغی شکل با بیش از ۳۰ سانتیمتر طول و میوه‌های ستاره‌ای شکل دارند.

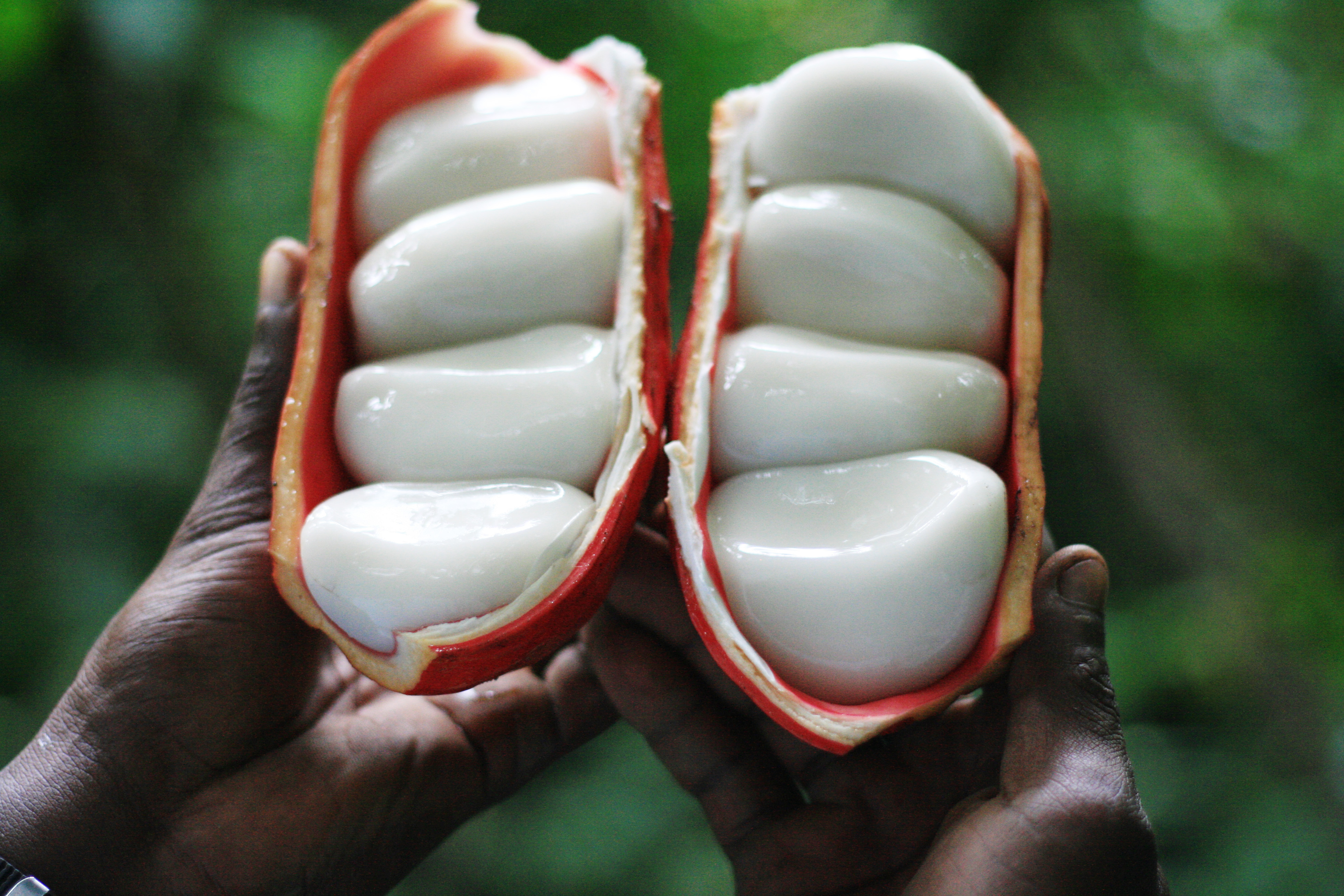
گونه Cola pachycarpa

## منشأ و توزیع
کولا سرده‌ای از تیره پنیرکیان تقریباً حدود ۱۰۰ تا ۱۲۵ گونه هستند که در دشت همیشه سبز و جنگل قاره‌ای مونتانه (به طور عمده گرمسیری) آفریقا رشد می‌کنند. دانه‌های کولا دانه‌هایی در غلاف هستند که اولین بار از درخت کولا برداشت شد. بیرون از سرزمین اصلی آفریقا، برخی گونه‌ها در برزیل، جامائیکا و جاهای دیگر در مناطق استوایی مرطوب به خاطر دانه‌هایشان کاشته می‌شوند.